# Diphyrrhynchus latitarsus
Diphyrrhynchus latitarsus – gatunek chrząszcza z rodziny czarnuchowatych i podrodziny Tenebrioninae.
Gatunek ten został opisany w 1973 roku przez M. Chûjô na podstawie 6 okazów odłowionych w 1962 roku na wybrzeżu morskim w dystrykcie Brunei-Muara.
Chrząszcz o podługowato-owalnym ciele długości od 4,8 do 5,6 mm, ubarwiony błyszcząco ciemnobrązowo. Głowa o delikatnym i gęstym punktowaniu oraz falistym przednim brzegu nadustka. Ostatni, jedenasty człon czułków jest zaokrąglony. Przedplecze cechuje bardzo delikatnie i rzadko punktowana powierzchnia, bardzo płytkie dołki przypodstawowe, wąsko obrzeżone boki i dwufalisty brzeg nasadowy. Na pokrywach występują punktowane rzędy pogłębiające się ku tyłowi. Wypukłe i punktowane przedpiersie ma języczkowaty, zwężony między panewkami bioder wyrostek, który wchodzi w V-kształtny dołek na śródpiersiu. Uda dwóch początkowych par odnóży są grube, natomiast ostatniej płaskie i szerokie.
Owad orientalny, endemiczny dla Borneo, znany z Brunei oraz malezyjskich stanów Sabah i Sarawak.